# Bulbophyllum scintilla
Bulbophyllum scintilla är en orkidéart som beskrevs av Henry Nicholas Ridley. Bulbophyllum scintilla ingår i släktet Bulbophyllum och familjen orkidéer. Inga underarter finns listade i Catalogue of Life.